# Ареки (стадион)
«Ареки» (итал. Stadio comunale Arechi) — муниципальный футбольный стадион, расположенный в итальянском городе Салерно (административный регион Кампания) и вмещающий на данный момент 37 800 зрителей. С момента открытия в 1990 году является официальной домашней ареной для местной команды «Салернитана».

## История арены
Строительство стадиона было официально начато в 1984 году. Автором проекта арены стал архитектор Винченцо Делла Моника.
Вопрос о возведении нового стадиона в Салерно неоднократно поднимался еще с начала 1980-х годов, поклонники команды несколько раз устраивали акции протеста, требуя от руководства построить новую просторную арену. Официальное открытие стадиона состоялось в сентябре 1990 года, первым матчем стала встреча «Салернитаны» против «Падовы» (0:0), благодаря которой «гранатовые» после 23 — летнего отсутствия сумели вернуться во вторую по силе лигу итальянского футбола — Серию В.
В 1998 году на стадионе прошла полномасштабная реконструкция, обусловленная выходом «Салернитаны» в Серию А.
В 2019 году стадион был вновь капитально отремонтирован в связи с тем, что на арене планировалось провести ряд игр в рамках мужского футбольного турнира XXX Универсиады, а в 2021 году поле было вновь обновлено в связи с возвращением клуба в высший дивизион.

## Международные матчи
В период с 1991 по 1998 годы стадион «Ареки» принял три матча национальной сборной Италии, в двух из которых «Скуадра — Адзурра» одержала победу, единожды сыграв вничью. Помимо этого, в 1985 году на «Ареки» прошло два матча в рамках Англо-итальянского кубка: «Салернитана» — «Вест Бромвич Альбион» (0:0), а также «Салернитана» — «Саутенд Юнайтед» (2:1). Также 4 ноября 1998 года на стадионе состоялась встреча Кубка УЕФА «Фиорентина» — «Грассхоппер», где болельщики «Салернитаны» бросили фальшфейер в резервного судью. После этого матч был прерван, а «Фиорентина» получила техническое поражение со счётом 0:3.